# Катулл
Гай Валерій Катулл (87 — 54 роки до н. е.) — давньоримський поет-лірик, майстер любовної поезії, неотерик.

## Життєпис
Народився у місті Верона (Цізальпійська Галлія) у заможній родині, що належала до місцевої шляхти. Його батько був тісно пов'язаний з аристократами Риму, товаришував з Ціцероном, з Юлієм Цезарем «підтримував дружні відносини». Він хотів дати своєму синові гарну освіту, тому відіслав його з Верони навчатися до Риму, де Катулл здобув освіту.
Сам Катулл свідчив, що почав писати еротичні вірші з 16 років. Окремі факти життя поета зафіксовані у його віршах. У деяких з них Катулл натякав на свою бідність, скаржиться на те, що «гаманець вже затягнуло павутиння», але, очевидно, серйозно ці бідкання сприймати не можна: батько поета був заможною людиною, і в його двох великих садибах працювало чимало рабів. Інших якихось подробиць про перебування Катулла в Римі немає. Відомо лише, що в у 57 році до н. е. він вирушив до Віфінії у почті претора Меммія. Тут він перебував недовго — та у 56 році до н. е. Катулл повернувся до Риму. Вони хотіли там збагатитися[хто?]. Ця подія відображена у вірші «Знову весна, оживає земля»: «В Азію, славну містами, мчимо. / Серце забилося, прагне дороги, / Радо ступають, тугішають ноги… / Друзі, прощайте! Братерським гуртком / З дому забились ми в даль незнайому, / Нарізно шлях свій верстаєм додому.» (переклад М. Зерова) Проте надії поета не здійснилися, претор виявися скнарою. Катулл повернувся й останні роки життя провів у Римі.
У Римі у 56-55 роках до н. е. Катулл вів розгульне життя (кошти батьків це дозволяли). Тут він закохався у римську красуню, які пізніше вивів у своїх віршах під іменем Лесбія (справжнє ім'я її було Клодія або Клавдія). Тут він також потоваришував з Гаєм Юлієм Цезарем. Загалом Катулл вів богемне життя у столиці імперії. Помер Катулл зовсім молодим, у віці тридцяти років. Обставини смерті поета лишилися загадковими, побутувала версія і про політичне вбивство.
Літературна спадщина Катулла виявилася досить різноманітною. Він залишив сатиричні епіграми, уславлені елегії, ліричні вірші, довів до ступеня досконалості епіграму, любовну елегію, весільну епіталаму, маленьку поему-епілію, не рахуючи жартівливих дрібничок. Поет не брав активної участі в політичному житті Риму, але пильно стежив за ним, відгукуючись на ту чи іншу подію, і досить різко, як це робив Архілох, висміював недругів Республіки. В його віршах трапляються випади проти тріумвірів Цезаря і Помпея, цезаріанця-донощика Ватінія, жадібного військового інженера Мамурру, який уславився поборами в завойованих країнах.

## Популярність
В античні часи Катулл був дуже популярний. У Середні віки його поезія збереглася на його батьківщині, у Вероні. В епоху Відродження Катулла поціновував Франческо Петрарка. На вірші Катулла значною мірою орієнтувалися поети французької «Плеяди». У Німеччині поезія Катулла мала певний вплив на Ґ. Е. Лессінґа та прозу Е. Меріке. Значного впливу Катулла зазнав поет польського Відродження Ян Кохановський.
Твори Катулли були популярні в Україні у XVI—XVIII ст., їх цитували автори давніх українських поетик. Одним із найуважніших читачів і поціновувачів поезії Катулла був Феофан Прокопович. Переспіви окремих віршів Катулла здійснив Т. Франко. Низку поезій Катулла переклали М. Зеров, Ю. Кузьма, М. Борецький, А. Содомора та ін.

## Творчість

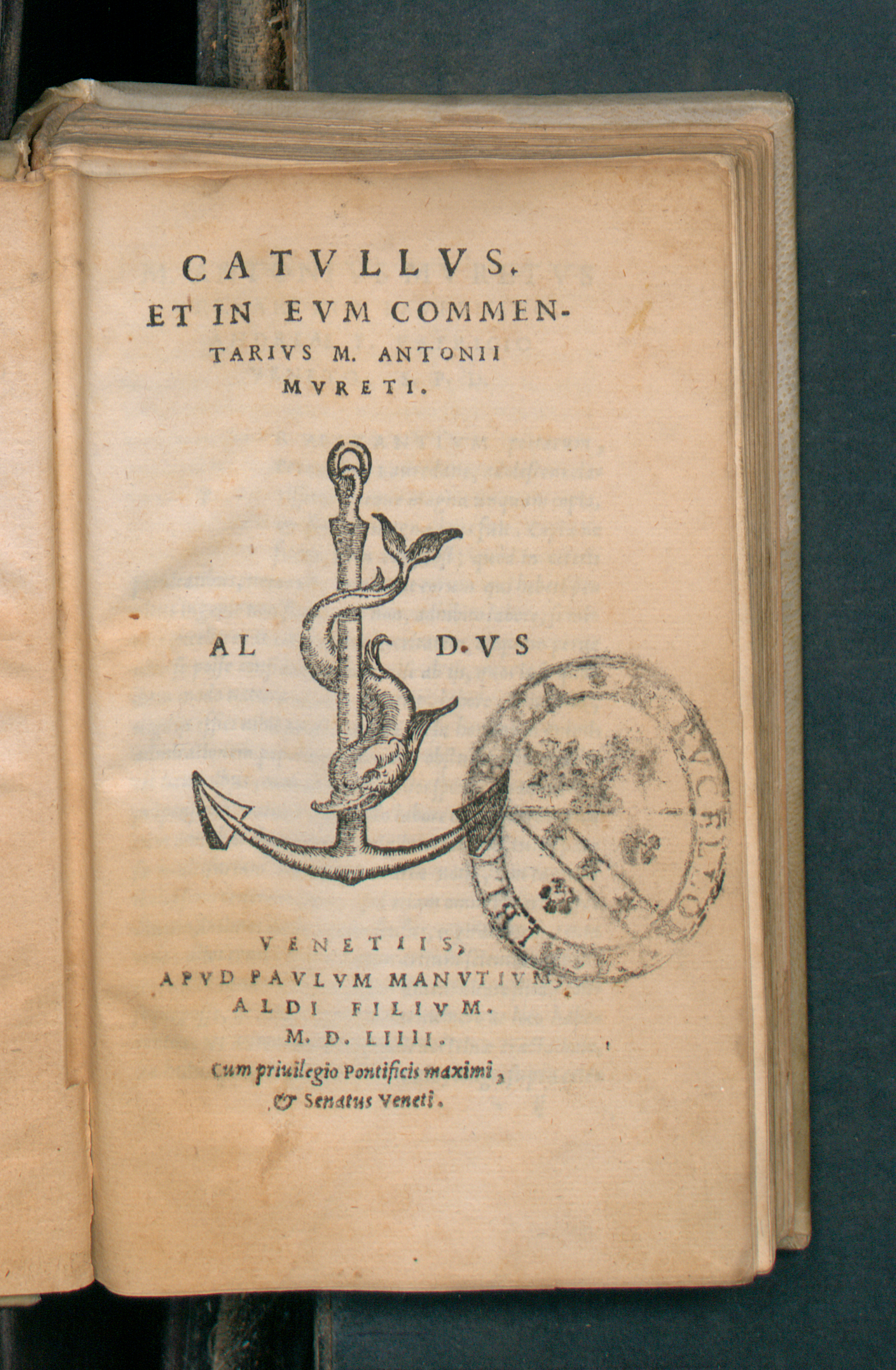
Carmina, 1554

Приблизно наприкінці 70-х років Катулл переїхав до Рима і швидко посів одне з провідних місць серед молодих неотериків.
«Поетики-неотерики», або «нові поети», як глузливо називав їх Цицерон, утворили гурток римських поетів середини І століття до н. е., куди входили представники молодої аристократії. Вони культивували переважно малі літературні форми (епіграму, елегію, епілій), свідомо протиставивши їх епосу та драмі. Взірцем для поетів-неотериків слугувала грецька поезія, головним чином александрійська поезія з кола Каллімаха. Вірші неотериків вирізнялися «вченістю» та довершеністю форми. Значення неотериків полягає у тому, що вони першими з римлян утвердили підхід до літератури як до мистецтва, знайшли поетичну форму для вираження інтимних переживань і встановили високі критерії у поезії.
Катулл — один з перших визначних поетів кінця Римської республіки. Він почав писати у 16 років, здебільшого вірші еротичного штибу. До наших днів збереглася збірка віршів Катулла із присвятою історику Корнелію Непоту, що теж походив із Верони. Всього 116 віршів. Їх поділяють на три частини:
- невеличкі вірші (1-60), що написані різними ліричними розмірами;
- більш великі вірші (61-68)
  - дві весільні епіталами,
  - поема про Аттіса,
  - поема про весілля Пелея й Фетіди,
  - переклад поеми Каллімаха про волосся цариці Береніки,
  - діалог Катулла з дверима якогось дому у Вероні,
  - автобіографічне послання
- епіграми (69-116).

Вірші другої частини написані різними розмірами, а третьої — елегійним дистихом.
Катулл, перш за все — видатний майстер любовної лірики, що буквально захоплює новизною та свіжістю почуттів, тонкий інтерпретатор внутрішнього життя людини. Водночас його поезія не має жодного значного суспільного звучання. Поет примхливих настроїв, без якихось стійких світоглядних орієнтирів, Катулл мало цікавився навколишньою дійсністю, обмежуючись елегантно-в'їдливими сентенціями на адресу Юлія Цезаря та Гнея Помпея (які, на його думку, ганьбили республіку), проте власні його висловлювання на захист республіканського ладу мали лише суто декларативний характер. У віршах Катулла трапляються випади проти тріумвірів Цезаря і Помпея, цезаріанця-донощика Ватінія, жадібного військового інженера Мамурру, який уславився поборами в завойованих країнах. Поет, непримиренний до утиску волі й справедливості, до скнарості й деспотизму, називає їх «підлими негідниками», «міченими тавром розпусти», «ненаситними у гріхах перелюбства». Юлій Цезар, який розумівся на літературі й високо цінував талант Катулла, неодноразово пропонував йому престижні посади, але поет незмінно їх відхиляв, найвище цінуючи свою незалежність:
 Ні, щоб тобі догодити, не думаю зовсім, о, Цезар!

 Тому не хочу і знать, чорний чи білий ти весь.
У любовній ліриці Катулл виступав учнем грецьких елліністичних поетів(Філета, Мелеагра, Філомеда та ін.), але його лірична героїня суттєво відрізняється від їхніх героїнь, і саме ставлення Катулла до неї принципово інше. Якщо героїнями александрійських поетів звичайно були гетери або, навпаки, вигадані ідеалізовані «пастушки», і ставлення до них у цих авторів було злегка іронічним, то героїнею Катулла є жінка з вищого середовища — Клодія (Лесбія), а ставлення до неї набуває трагічного відтінку. Лесбія викликає в Катулла роздвоєність почуття: «І ненавиджу я її, і кохаю. Чому ж? — ти спитаєш. Сам я не знаю, але так відчуваю я все, від того й томлюсь». Катулл відкриває нову якість у психології любові — піднесено-духовне ставлення до коханої. Відкриття «духовної любові» — величезне новаторство й своєрідність Катулла, що вирізняє його з усієї античної поезії і робить близьким до поезії Нового часу: в античності він не мав попередників і послідовників. Античність не знала ідентичного європейському поняття «платонічна любов», воно виникло лише завдяки любовній ліриці провансальських трубадурів. Відкривши духовну любов, Катулл так і не знайшов словесного оформлення своєму почуттю, називаючи його то «союзом святої дружби», то «любов'ю, як у батька до дітей». Роздвоєність почуття любові психологічно тонко передано Катуллом у його відомому вірші:
 Лесбія, ти говорила колись, що любиш і хочеш

 Тільки мене; що тобі навіть Юпітер немилий.

 Справді, тебе я любив: і не так, як подругу люблять,

 Так, як батько ніжніший улюблених любить дітей.

 Тепер тебе я пізнав; і хоч пристрасть зростає,

 Стала дешевшою ти, ницою навіть для мене тепер.

 Що ж сталось? Твоє легкодумство виною, що коханець палкий

 Прагне тебе все вильніш, а любити не може.
Любовна лірика Катулла сповнена виразами й зворотами, властивими поетам-александрійцям. Але його відрізняє від них найголовніше — надзвичайна щирість почуттів. Без усяких жартів чи двозначності александрійців він розповідає про найінтимніше почуття, що охопило його. У цій любовній сповіді немає й натяку на сором'язливість поета, лише відвертість, що підкоряє і переконує в чистоті його переживань. Любовна лірика Катулла завдяки цьому перекликається з найкращою лірикою нових часів. Вона безперечно вплинула на пізнішу літературу «віку Августа», але незабаром ця класична література відтіснила Катулла на другий план, і вже з кінця II — початку III ст. н. е. його твори майже втратили свою колишню популярність.
З такою ж психологічною глибиною розкривається тема любові й у великих розповідних віршах Катулла («Елегія до Аллія», «Весілля Пелея й Фетіди», «Аттіс»), написаних на міфологічному матеріалі.
У особистому житті Катулл (як неотерик) смакував кожну дрібницю: зустрічі, бенкети, любовні перемоги та поразки. Так, смерть горобчика Лесбії він оспівав у великому патетичному вірші:
 Плач, Венеро! Плачте, купідони!

 Плачте, люди витончені й чемні:

 Вмер горобчик милої моєї,

 Вмер горобчик, що вона любила

 І як свого ока доглядала.
У віршах Катулла живе поезія духовних злетів і падінь людини. Два дієслова визначають суть його кохання — «жити» і «любити».
Але, описуючи загальнолюдське почуття, Катулл постає не як стихійний поет, а як людина, котра ретельно перевіряє свої почуття розумом. І там, де ось-ось може з'явитися непристойність, поет спритно ховає її за своєю вченістю. Навіть у скорботі через розлуку з коханою поет розуміє, що він не в змозі остаточно розлюбити Лесбію. І хоча він нездатний поважати її, як раніше, якою бездоганною не була б її краса, Катулл благає богів, аби Лесбія знову покохала його, хоча чудово розуміє, що це неможливо. Кохання поета вочевидь вище від кохання жаданої ним подруги. Сповнені пристрасті та виразності, вірші Катулла про вродливу, але легковажну одружену сестру народного трибуна Клодія, були, звісно, новим явищем для римської літератури того часу.
Значне місце в поезії Катулла посідають вірші про дружбу.
Катулл — поет інтимного життя невеликої групи близьких для нього друзів, у якому його хвилює кожна дрібниця. Це дружнє коло замінює Катуллові державу, саме на дружні стосунки переносяться поняття усіх суспільних чеснот: героїзму, вірності, стійкості, благочестя. Дружба надзвичайно високо цінувалася серед римських чеснот як основа моральності. Катулл вихваляє своїх друзів та їхні вчинки. Поет не може жити ізольовано, але радість спілкування він вбачає не в діяльності на користь суспільства та держави, як це прищеплювалося громадянам римського суспільства, а в близькому спілкуванні з друзями під час дозвілля, що надавало самій дружбі не суспільного, а суто особистого характеру. Під час особистих зустрічей виникають нові моральні вартості для римлян — «вселюдськість», «столичність». Друг повинен завжди бути надійним однодумцем, здатним втішити в особистому горі.
Серед таких друзів можна не соромлячись розкрити свою душу, вільно поділитися інтимними подробицями, не побоюючись, що тебе можуть неправильно зрозуміти й осудити. Ось чому ліричний герой Катулла постійно прохає своїх друзів детально розповідати йому про їхнє інтимне життя.
Уявлення про дружбу в ліриці Катулла багато в чому самобутнє, але водночас воно пов'язане з літературними традиціями Цицерона, Плавта і Теренція. Катулл, будуючи свій ідеал дружби за моделлю, запропонованою Цицероном, переорієнтовував людину із суспільного на індивідуальне, з державного на особисте й інтимне, через це поняття дружби в Катулла докорінно змінилося за внутрішнім змістом, зберігаючи загальний цицеронівський ідеал дружби, і набуло рис творчої самостійності та самобутності.
Злободенні тривоги поета знайшли своє яскраве втілення в дошкульних ямбах, спрямованих проти Цезаря та його прибічників, зокрема проти бездарного офіцера Мамурри. Цезар сам зізнавався, що у віршах Катулла про Мамурру поет «позначив його довічним тавром». Коли Цезар запропонував поетові примиритися, Катулл із властивою йому відвертістю відповів: «Менш за все, о Цезарю, прагну тобі я до серця припасти».
Проте назвати особисті інвективи Катулла проти Цезаря та Мамурри політичними віршами важко, позаяк політична тема у них перебуває на другому місці: адже Катулл як поет-неотерик був далеким від втручання у державне та політичне життя Стародавнього Риму. Але як людина Катулл, звісно, не міг погодитися з тим, що протекцією користуються нездари та нікчеми на кшталт Мамурри. Катулл і неотерики підкреслювали своє презирство до суспільного життя (неготіуму) і повну самовіддачу життю особистому (отіуму). Суспільній проблематиці Катулл адресує лише вишукано-брутальну лайку (зазвичай на адресу Цезаря, Помпея і їхніх прихильників, які ганьблять і занапащають Республіку) Катулл ясно бачить, що покровителі та їхні прибічники однакові: «Мамурра й Цезар — мерзотники, один одного варті, з одними дівками гуляють», «Мамурра — марнотратник і розпусник, а Цезар і Помпей йому потурають». Цезарю він присвятив лише два рядки, в яких заявив, що знати не хоче навіть того, якого кольору в того шкіра. І все-таки не Цезар і Помпей — головні винуватці його критики; аморальний коханець, «кіт Мамурра» — головний герой лайливих віршів. Кар'єрист Мамурра з міста Формій так розбагатів, що одним із перших у Римі облицював свій будинок мармуром і прикрасив мармуровими колонами. Катулла глибоко обурювала та обставина, що пройда Мамурра теж «ліз на Парнас».
Дошкульність, гострота та непримиренність полемічного натиску нерозривно пов'язані у творах Катулла з художньою формою елліністичного мистецтва. Ліричні вірші та ямби Катулла невеликі за обсягом. Більш розлогі його вірші в жанрі епілію (епілій — «невелика поема»). Це т. зв. «елліністичні вірші», наслідування олександрійських поетів — невеликий епос на честь весілля Пелея і Фетіди, а також епілій «Коса Береніки», який є перекладом вірша Каллімаха зі збірки «Причини».
У цих творах поет повною мірою відчув себе поетом-неотериком і активно використав прийоми александрійської поезії — вчені порівняння, географічні назви, незвичний ритм і розміри віршів (галіямби), зведення сюжетного центру у кінець вірша тощо.
Творчість Катулла справила якнайсильніший вплив на корифеїв римської поезії — Вергілія, Горація, Овідія, проте сам він залишився начебто відтиснутим ними на другий план: у пізній античності про нього згадували рідко. Широко відомим у Європі Катулл став лише на початку XIV століття і то завдяки випадковій знахідці (єдину рукописну книгу віршів Катулла, що збереглася, було виявлено серед старого сміття). З цього часу провідні ліричні поети Європи постійно звертались до нього.

## "Книга Катулла Веронського "
У Середньовіччі твори Катулла були загублені. Єдиний його збірник був знову знайдений в XIII столітті в єдиному екземплярі в його рідному місті Вероні. Рукопис був втраченим, але з нього було зроблено дві копії, від яких відбуваються численні ізводи XV століття. Ця збірка включає 116 віршів, різних за розміром і кількістю рядків (від 2 до 480). Точніше, Веронський збірник містить 113 віршів з нумерацією 1-17 і 21-116, так як № 18, 19 і 20 були вставлені одним з видавців, а авторство Катулла сумнівно, і тому в сучасних виданнях виключаються, але нумерація залишилася.
Вірші розміщені, відповідно до античного принципу «строкатості» (poikilia), без будь-якого хронологічного або тематичного порядку, а тільки за формальними ознаками: спочатку короткі вірші, написані різними ліричними розмірами (1-60), потім великі твори (61-68), а за ними — короткі вірші, написані елегійним дистихом (69-116). Про зв'язок між різними віршами, про послідовність їх написання і т. ін. можна тільки здогадуватися.
За змістом їх можна розділити на дві групи:
- вірші ямбічні і полемічні (політичні епіграми і глузування)
- ліричні вірші : — елегійного і оповідного змісту, написані за грецькими зразками, як, наприклад, в наслідування Каллімаху елегія про волосся Береніки (№ 66), весільні пісні (№ 61. 62) і епіталама Пелея і Фетіди.

- власне особисті ліричні вірші
На початку XIX століття цей збірник в Росії фігурував під назвою «дрібнички», по епітету «nugae», який докладає поет до неї в присвяті. (Звідси літературна гра в назвах збірок Карамзіна і Івана Дмитрієва: «Мої дрібнички» і «І мої дрібнички»).

## Переклади українською
- Катулл. Повне зібрання творів. Байдики, Поеми, Елегії та Епіграми. Пер. з латини Тараса Лучука. — Львів: «Астролябія», 2021—432 с. ISBN 978-617-664-217-6